# علم جزر الكناري
أعتمد علم جزر الكناري رسميا في 10 آب/أغسطس من سنة 1962 ويتكون علم جزر الكناري من ثلاث ألوان هي الأبيض,الأزرق والأصفر مقسمة بشكل خطوط عمودية ويوجد في وسط العلم شعار النبالة لجزر الكناري .

## الألوان
ألوان العلم كما حددتها حكومة الكناري هي التالية:
|        | بانتون        | النموذج اللوني سيان ماجنتا أصفر أسود | النموذج اللوني سيان ماجنتا أصفر أسود | النموذج اللوني سيان ماجنتا أصفر أسود | النموذج اللوني سيان ماجنتا أصفر أسود | النموذج اللوني أحمر أخضر أزرق | النموذج اللوني أحمر أخضر أزرق | النموذج اللوني أحمر أخضر أزرق | ألوان الويب               |
| ألوان  | بانتون        | C                                    | M                                    | Y                                    | K                                    | R                             | G                             | B                             | كود لغة توصيف النص الفائق |
| ------ | ------------- | ------------------------------------ | ------------------------------------ | ------------------------------------ | ------------------------------------ | ----------------------------- | ----------------------------- | ----------------------------- | ------------------------- |
| أبيض*  | Not specified | 0%                                   | 0%                                   | 0%                                   | 0%                                   | 255                           | 255                           | 255                           | #FFFFFF                   |
| أزرق   | 3005          | 100%                                 | 35%                                  | 0%                                   | 0%                                   | 7                             | 104                           | 169                           | #0768A9                   |
| الأصفر | 7406          | 0%                                   | 20%                                  | 100%                                 | 0%                                   | 255                           | 204                           | 0                             | #FFCC00                   |

* يفترض أنه أبيض نقي بسبب عدم تحديده بالضبط.

## أعلام الجزر

علم إل هييرو
علم لا بالما
علم كومارا
علم تنريفي
علم كناريا الكبرى
علم فويرتيفنتورا
علم لانزاروت

## إصدارات أخرى

"علم أتينيو"، أول علم كناري قومي. تمثل النجوم السبعة جزر الأرخبيل السبع
العلم الذي اقترحته حركة استقلال جزر الكناري.